# Карпенко Олександр Валентинович
Карпенко Олександр — український науковець, доктор наук з державного управління, доцент, завідувач кафедри інформаційної політики та цифрових технологій Національної академії державного управління при Президентові України
Сфера наукових інтересів: державне управління, інформаційна політика, пропаганда та контрпропаганда, інформаційні війни, стратегічні комунікації, мережеві комунікації, цифрове врядування, сервісна діяльність органів публічної влади.

## Біографія
Народився 11 липня 1974 року в Києві[джерело?].
У 1997—2006 роках працював у Державному управлінні справами.
У 2006-2009 роках – аспірант в Національній академії державного управління при Президентові України.
У 2009 році – кандидат наук з державного управління, захистив кандидатську дисертацію на тему: «Функціонально-технологічні механізми інформаційно-аналітичного забезпечення органів державного управління» за спеціальністю 25.00.02 – механізми державного управління
У 2010-2014 роках – завідувач відділу науково-аналітичної обробки та поширення інформації у сфері освіти, старший науковий співробітник у Державній науково-педагогічній бібліотеці імені В. О. Сухомлинського. 
У 2010-2013 роках – доцент кафедри управління документно-інформаційними комунікаціями в Академії муніципального управління.
У 2011-2014 роках – докторант у Національній академії державного управління при Президентові України.
У 2016 році – доктор наук з державного управління, захистив дисертацію на тему: «Механізми формування та реалізації сервісно-орієнтованої державної політики в Україні» за спеціальністю 25.00.02 – механізми державного управління.
З 2017 року – завідувач кафедри інформаційної політики та цифрових технологій Національної академії державного управління при Президентові України.
У 2019 році –  присвоєно вчене звання доцента кафедри інформаційної політики та цифрових технологій в Національній академії державного управління при Президентові України.
з 29 жовтня 2019 року експерт з акредитації освітніх програм Національного агентства із забезпечення якості вищої освіти за спеціальністю 281 "Публічне управління та адміністрування" .

## Науковий доробок
Автор понад 200 публікацій наукового та навчально-методичного характеру в галузі державного управління, педагогіки, психології, культурології, соціальних комунікацій.
Науковий керівник НДР:
- «Цифрові стратегії країн ЄС як основа формування сервісно-орієнтованої державної політики України» (№ 0117U002857)
- «Інформаційно-комунікативна складова публічного управління: навчально-методичні розробки» (№ 0117U002858)
- «Сервісна діяльність органів публічної влади в умовах розвитку цифрового суспільства» (№ 0119U101449)

Член спеціалізованої вченої ради Національної академії державного управління при Президентові України (Д 26.810.02) із правом прийняття до розгляду та проведення захистів дисертацій на здобуття наукового ступеня доктора (кандидата) наук з державного управління за спеціальністю 25.00.02 — механізми державного управління
Член редколегій наукових фахових журналів (галузь науки - державне управління, спеціальність - 281 «Публічне управління та адміністрування»): 
1. «Актуальні проблеми державного управління» та «Теоретичні та прикладні питання державотворення» (Одеський регіональний інститут державного управління, Україна)
2. «Університетські наукові записки» (Хмельницький університет управління та права імені Леоніда Юзькова, Україна)[7]

У 2019-2021 роках – Головний редактор наукового фахового журналу «Вісник Національної академії державного управління при Президентові України» Національної академії державного управління при Президентові України (Наказом Міністерства освіти і науки України від 2 липня 2020 року включено до категорії Б переліку наукових фахових видань України (галузь науки - державне управління, спеціальність - 281 «Публічне управління та адміністрування»)) та член редколегії наукового фахового журналу «Збірник Національної академії державного управління при Президентові України» Національної академії державного управління при Президентові України

## Публічні виступи, дискусії, критика
В інтерв'ю телеканалу державного іномовлення України «UA TV» визначив основні прояви феномену ідеологічної люстрації як фактору цивілізованої зміни влади та зародження нових представників еліти: патріотизм, професіоналізм та уміння управляти майбутнім.
Під час слухань в Комітеті Верховної Ради з питань цифрової трансформації запропонував для кіберзахисту ідентифікувати користувачів мережі Інтернет: «Тобто, всі на сьогоднішній день користувачі мережі Інтернет — від дитини до органу влади — повинні бути ідентифіковані. Я думаю, що це вирішить дуже багато питань, пов'язаних із кіберзахистом і сферою кібербезпеки».Головуючий на круглому столі – заступник голови Комітету ВРУ з питань цифрової трансформації Олександр Федієнко – подякував Олександру Карпенку за «різкі цитати», висловивши впевненість, що за круглим столом вчений знайде багато опонентів своєї пропозиції, та назвав ідею тотальної ідентифікації користувачів мережі «дуже соціально дискусійною». В коментарі Олександр Карпенко зазначив, що «мова в Україні ні в якому разі не йде про переслідування державою політичних опонентів чи наступ на свободу слова». Однак, пропозиція отримала негативну оцінку з боку Українського кіберальянсу та деяких експертів з кібербезпеки.

## Основні наукові праці
1. Цифрове врядування : монографія / О. В. Карпенко, Ж. З. Денисюк, В. В. Наместнік [та ін.] ; за. ред. О. В. Карпенка. Київ : ІДЕЯ ПРИНТ, 2020. 336 с.
2. Zarzadzanie cyfrowe: Ukraina i Polska / O. Karpenko, M. Blazewski, K. Gumenna, M. Tenenbaum-Kulig [i inni] / Narodowa Akademia Administracji Publicznej przy Prezydencie Ukrainy; red. nauk.: O. Karpenko, M. Tenenbaum-Kulig.– Kijow: COMPRINT, 2020. – 257 s.
3. Інформаційно-комунікативна діяльність органів публічної влади : монографія / В. С. Куйбіда, О. В. Карпенко, О. В. Риженко [та ін.] ; за заг. ред. В. С. Куйбіди, О. В. Карпенка – 2-ге вид., допов. та перероб. – Київ : ЦП “Компринт”, 2019. – 358 с.
4. Карпенко О. В. Базові детермінанти формування сервісно-орієнтованої державної політики: контракціонізм та клієнтизм / Карпенко О. В., Савченко О. В. // Вісник Національної академії державного управління при Президентові України. — К. : НАДУ, 2017. — № 3. — С. 10-15.
5. Карпенко О. В. Управлінські послуги в Україні: механізми надання органами влади: монографія / О. В. Карпенко. — К.: АМУ, 2014. — 408 с.
6. Карпенко О. В. Цифрове врядування: імперативи реалізації в Україні / О. В. Карпенко // Актуальні проблеми державного управління: Збірник наукових праць ОРІДУ. — 2017. — Вип. 3(71). — С. 57-61.
7. Куйбіда В. С. Цифрове врядування в Україні: базові дефініції понятійно-категоріального апарату / Куйбіда В. С., Карпенко О. В., Наместнік В. В. // Вісн. НАДУ. Серія «Державне управління». — 2018. — № 1. — С. 5-11.
8. Karpenko, O., & Glubochenko, K. (2018). Concept of service-oriented public policymaking in Ukrainian legislation. Juridical Tribune-Tribuna Juridica, 8(2), 585—595. [Архівовано 4 листопада 2019 у Wayback Machine.]
9. Karpenko, O., & Namestnik, V. (2017). Culture of governance services providing. National Academy of Managerial Staff of Culture and Arts Herald(4), 16-21. [Архівовано 11 лютого 2019 у Wayback Machine.]
10. Karpenko, O. (2018). Manipulative information operations: factors of influence on the social unconscious and cultural values. National Academy of Managerial Staff of Culture and Arts Herald(1), 26-29. [Архівовано 9 березня 2022 у Wayback Machine.]
11. Karpenko, O., & Namestnik, V. (2018). Digital culture: social essence and communicational constituents. National Academy of Managerial Staff of Culture and Arts Herald(2), 51-54. [Архівовано 31 липня 2019 у Wayback Machine.]
12. Karpenko, O., & Ryzhenko, O. (2018). Digital transformation and good data governance in Ukraine. Bulletin of the National Academy for Public Administration under the President of Ukraine (4), 157—162.